# Abigail Williams

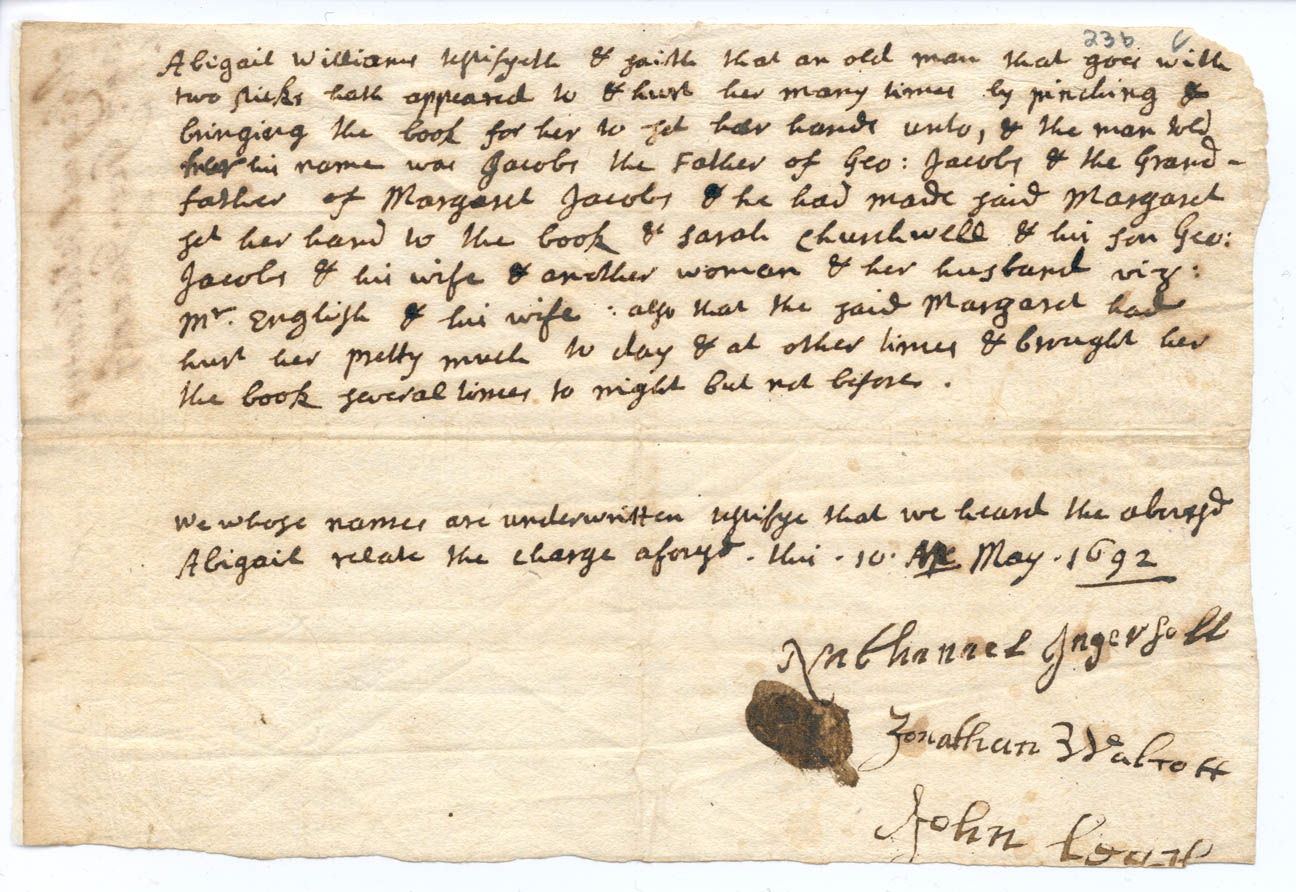
Protokoll von Abigail Williams’ Aussage gegen George Jacobs, jr.

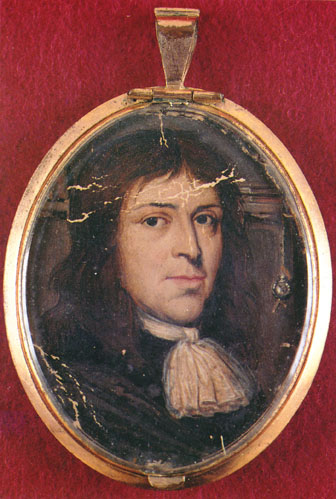
Reverend Samuel Parris (1653–1720)

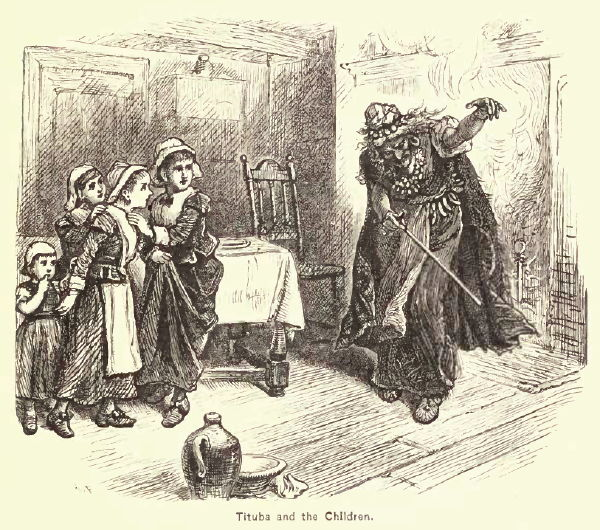
Tituba, eine der ersten Beschuldigten der Salemer Hexenprozesse
(Illustration von 1878)

Abigail Williams (* 12. Juli 1680; † unbekannt) war ein Mädchen, dessen Verhalten die Hexenprozesse von Salem im Jahre 1692 auslöste.

## Leben
Abigail Williams hatte ihre Eltern bei einem Zusammenstoß mit Indianern verloren. Sie lebte im Haus ihres Onkels, des Erweckungspredigers Samuel Parris, welcher aus London stammte. Nach seinem Studium in Harvard erbte er nach dem Tod seines Vaters eine Zuckerrohrplantage auf Barbados. Auf Barbados kaufte er die karibische Sklavin Tituba. Nachdem 1680 ein Wirbelsturm seine Pflanzung zerstört hatte, verkaufte er etwas Land, kehrte nach Boston zurück und nahm Tituba mit. Er heiratete Elizabeth Eldridge, mit der er drei Kinder namens Thomas, Elizabeth „Betty“ (1682–1760) und Susannah hatte. Die Einkünfte aus seinem Handel und der Plantage genügten nicht und er sah sich nach einer Pfarrstelle um. 1689 wurde er Pfarrer der streng puritanischen Gemeinde von Salem. Der Schwerpunkt seiner Predigten lag auf dem Kampf zwischen Gottes auserwähltem Volk und dem Satan. Zwischen Parris und seiner Gemeinde gab es Konflikte darüber, ob sein Gehalt bezahlt werden solle. Diese Spannungen führten unter anderem zu der Hexenverfolgung.
Im Winter 1691/1692 begannen sich Abigail Williams und Betty Parris auffällig zu verhalten. Nach den Aussagen von Reverend Deodat Lawson, Parris’ Amtsvorgänger, hatten die beiden Kinder Anfälle, bei denen sie mit den Armen rudernd durch die Zimmer rannten, sich unter Stühle duckten, versuchten, den Kamin hochzuklettern, seltsam sprachen und ihre Körper unnatürlich verrenkten. Abigail wurde von den Nachbarn beschuldigt, ihre Cousine zu verhexen. Der Arzt William Griggs diagnostizierte nach eingehender Untersuchung und dem Ausschluss aller damals bekannten psychischen Störungen Besessenheit. Die Mädchen würden von der unsichtbaren Hand des Teufels verrenkt. Abigail und Elisabeth bestätigten dies und schilderten, wie sie durch unsichtbare Hände gequält würden.
Es ist möglich, dass eine Vergiftung mit Mutterkorn vorlag, das die Kinder bei ihren Voodoo-Spielen, an denen Tituba beteiligt war, zu sich genommen haben könnten.

## Hexenprozess
Parris griff den Verdacht auf Hexerei auf und meinte, dass die Stadt von Satan besetzt worden sei. Ein Heer von kleinen Teufeln stehe bereit, in die Siedlung einzudringen. Elizabeth berichtete, dass Satan versucht habe, sich ihr zu nähern. Da sie ihn abgewiesen habe, schicke er nun seine Handlanger, die Hexen.
Um den Angriff Satans abzuwehren, sollten die Hexen identifiziert und benannt werden. Betty und Abigail wurden bedrängt, Namen von Personen zu nennen, von denen sie verhext worden seien. Sie beschuldigten zunächst Sarah Good, Sarah Osborne und Tituba. Sarah Good war eine stadtbekannte Bettlerin, Tochter eines französischen Gastwirts; ihr wurden häufige Selbstgespräche nachgesagt. Sarah Osborne war eine bettlägerige ältere Frau, die die Kinder ihres ersten Mannes um ihr Erbe gebracht haben sollte, indem sie es ihrem neuen Mann geschenkt hatte. Tituba berichtete von Hexenversammlungen und behauptete einige Namen im Buche Satans gesehen zu haben.
Am 29. Februar 1692 wurden die drei Frauen wegen Hexerei verhaftet. Sie wurden alle drei schuldig gesprochen, wobei nur Tituba die Hexerei gestand. Sarah Good wurde gehängt und Sarah Osborne starb im Gefängnis, wie auch Sarah Goods Neugeborenes. Tituba wurde nach einem Jahr aus dem Gefängnis entlassen, nachdem ein Unbekannter die notwendigen Gebühren bezahlt hatte. Im Verlauf der Hexenverfolgung in Salem wurden 150 Menschen angeklagt.
Nach dem Ende der Hexenprozesse lief Abigail aus Salem und dem Haus ihres Onkels fort.

## Wirkung
Abigail Williams ist die Hauptperson des Theaterstücks Hexenjagd von Arthur Miller aus dem Jahr 1953. Das Drama basiert auf den Vorfällen im Jahre 1692. Obwohl das Stück auf den Hexenprozessen beruht, ist es historisch nicht korrekt, Williams ist hier ungefähr 17 Jahre alt und hat eine Affäre mit John Proctor, die echte Abigail war jedoch ein Kind und lebte mehr als 18 km von der Farm Proctors entfernt.
In dem Kinderbuch Tituba of Salem Village von Ann Petry aus dem Jahr 1956 kommt Abigail Williams vor. Sie wird auch in dem Roman von Maryse Condé Ich, Tituba, die schwarze Hexe von Salem. (1986, englisch Tituba: Black Witch of Salem. ISBN 978-3-426-08074-0) beschrieben.
Der Spielfilm Die Hexen von Salem (französisch Les sorcières de Salem), eine französisch-deutsche Koproduktion der DEFA von 1957, basiert auf dem Theaterstück Hexenjagd von Arthur Miller. Das Drehbuch schrieb Jean-Paul Sartre. Abigail Williams wird von Mylène Demongeot dargestellt. In dem Film Hexenjagd von 1996, der ebenfalls auf dem Theaterstück von Arthur Miller basiert, spielt Winona Ryder die Hauptfigur Abigail Williams. In dem US-amerikanischen Fantasy-Abenteuerfilm Duell der Magier (2010, Originaltitel The Sorcerer’s Apprentice) tritt Nicole Ehinger als Abigail Williams in einer kleinen Nebenrolle auf.
Eine Metal-Band (Death Metal und Black Metal), die sich 2004 in Phoenix (Arizona) gegründet hat, nennt sich Abigail Williams.
In dem Spiel Murdered: Soul Suspect wird Williams als ein Geister-Mädchen aus der Puritanerzeit dargestellt; im späteren Spielverlauf findet man mehr über sie heraus.